# Uíste
Uíste ou  Whist, é um jogo de cartas de duas duplas, com parceiros frente a frente. Este jogo é considerado o ancestral do bridge. O objetivo é vencer a maioria de treze vazas em uma mão e marcar pontos. É um jogo similar ao copas. Em cada rodada, cada um dos participantes joga uma carta com o mesmo naipe do primeiro. Caso não possua uma carta com o naipe, ele estará livre para jogar qualquer carta. Há no jogo um naipe curinga, que é sempre maior que as outras cartas.